# Fort Mahon
Fort Mahon of Fort d'Ambleteuse is een fort in aan de kust van de gemeente Ambleteuse, in het Franse departement Pas-de-Calais. Het fort is een constructie van architect Sébastien Le Prestre de Vauban.
Het fort werd in 1680 gebouwd en ligt aan de monding van de Slack en moest een oorlogshaven beschermen. Tijdens de Tweede Wereldoorlog werd het door de nazi's gebruikt als gevangenis voor dwangarbeiders.
In 1965 werd het fort beschermd als monument historique. In 1967 werd het fort aangekocht door een stichting teneinde het te restaureren en voor het publiek open te stellen. Het is de enige versterking van dien aard tussen de Frans-Belgische grens en Cherbourg.

## Gebouw
Centraal vindt men een geschutstoren die aan de zeezijde beschermd wordt door een verdedigingsmuur in hoefijzervorm. Deze muur werd beschadigd door de ontploffing van twee zeemijnen in 1945, maar uiteindelijk gerestaureerd. Binnenin zijn ook kazematten te vinden. Hier vindt men ook museumzalen waar de geschiedenis van Ambleteuse van de tijd van Hendrik VIII tot de ontwikkeling van de hedendaagse badplaats wordt uiteengezet. Boven in de toren vindt men een oriëntatietafel.